# Edvard Iverus
Johan Edvard Danielsson Iverus, född 8 juni 1846 i Kolbäcks socken, död 4 november 1922 i Lovisa stad, var en svensk-finsk botaniker.
Edvard Iverus blev filosofie kandidat vid Uppsala universitet, var lärare vid Linköpings högre allmänna läroverk 1877–1886 och var bosatt i Finland från 1887. Iverus blev 1905 föreståndare för Lovisa stads historiska och konstindustriella museum. Bland Iverus botaniska skrifter märks Beskrifning öfver Västmanlands fanerogamer och thallogamer (1877).